# Caylloma (tỉnh)
Tỉnh Caylloma (tiếng Tây Ban Nha: Provincia de Caylloma) là một tỉnh thuộc vùng Arequipa của Peru. Tỉnh Caylloma có diện tích 11990 km², dân số thời điểm theo điều tra dân số ngày 11 tháng 7 năm 1993 là 45236 người. Tỉnh lỵ đóng ở Chivay.